# محمد ابراهیم خدری
محمد ابراهیم احمدی ترکمن (زادهٔ ۱۱ آوریل ۱۹۳۸ - درگذشته ۲۲ مه ۲۰۲۲) کشتی‌گیر آزاد اهل افغانستان بود. وی در بازی‌های المپیک تابستانی ۱۹۶۰، ۱۹۶۴، بازی‌های المپیک تابستانی ۱۹۶۸ و بازی‌های المپیک تابستانی ۱۹۷۲ شرکت کرده است.
ابراهیم احمدی، در ۱۱ آوریل ۱۹۳۸ در خانواده‌ای از قوم هزاره، در دره ترکمن، سرخ پارسا، پروان به دنیا آمد. در کودکی، او و خانواده‌اش به کابل آمدند.

## پیشینه
ابراهم نزد استادان عبدل و خلیفه نظام فن کشتی‌گیری را فرا گرفت. در وزن ۶۲ کیلوگرام حدود ۱۸ یا ۱۹ سال قهرمان بود. و ۲۵ سال عضویت تیم ملی افغانستان را داشت. ‏
او درمسابقات المپیک مکسیکو مقام پنجم، در مسابقات آسیایی در کشور ‏اندونزی مدال برنز، در مسابقات بین‌المللی در مسابقات اتحاد جماهیر شوروی، ‏هندوستان مقام اول را کسب نموده است. ‏

## تربیت شاگردان
پهلوان ابراهیم در کلپ میوند مسئولیت تربیه ورزشکاران را داشته سپس مربی در کلپ میوند و آریا را بود. از شاگردان ممتازاو عبدالناصر جوالی، غلام سخی بچه لحاف، سخیداد، نجف، ابراهیم، شیرجان، عوض علی، حاجی ناصر، حاجی طاهر و برادرش اسمعیل می‌باشد. ‏

## سهم‌گیری در فعالیت سیاسی
پهلوان ابراهیم از مخالفان سیاس حزب دموکراتیک خلق افغانستان بوده پس از واقعه ۳ جوزا سال ‏۱۳۵۸ دیار غربت را اختیار نمود. در تأسیس حزب وحدت به رهبری عبدالعلی مزاری نقش داشت. ‏

## زندگی خانوادگی
از پهلوان ابراهیم ۵ دختر و ۵ پسر به جا مانده است که در افغانستان، ‏ایران، کشورهای اروپایی و کانادا زندگی می‌کنند. سرانجام پهلوان ابراهیم بتاریخ یکشنبه ۱جوزا سال ۱۴۰۱ به سبب کهولت سن و تکلیف شکر به عمر ۸۴ سالگی این دنیا را وداع گفت. در کارته سخی کابل دفن گردید. ‏